# Gammon River
Der Gammon River ist ein linker Nebenfluss des Bloodvein River in den kanadischen Provinzen Ontario und Manitoba.
Der Gammon River hat seinen Ursprung im Gammon Lake im Kenora District von Ontario. Er durchfließt den Kanadischen Schild in nordwestlicher Richtung. Dabei durchfließt er eine Reihe von Seen, darunter Hammerhead Lake, Donald Lake, Caroll Lake und Aikens Lake und überwindet mehrere Stromschnellen. Der Gammon River mündet schließlich in den Bloodvein River. Das Einzugsgebiet liegt innerhalb von Provinzparks: in Ontario im Woodland Caribou Provincial Park und in Manitoba im Atikaki Provincial Park. Der Gammon River hat eine Länge von etwa 120 km. Der Fluss wird als Angel- und Kanugewässer genutzt. Im Flusslauf werden Hecht und Glasaugenbarsch gefangen.